# Pachakutej juchuicha
Espèce
Pachakutej juchuicha est une espèce de scorpions de la famille des Bothriuridae.

## Distribution
Cette espèce est endémique de la région de Cuzco au Pérou. Elle se rencontre entre 1 650 et 1 750 m d'altitude dans la cordillère de Vilcabamba.

## Description
Le mâle holotype mesure 18,2 mm et la femelle paratype 14,4 mm, les mâles mesurent de 13,4 à 18,2 mm.

## Publication originale
- Ochoa, 2004 : Filogenia del género Orobothriurus y descripción de un nuevo género de Bothriuridae (Scorpiones). Revista Iberica de Aracnologia, vol. 9, p. 43-74 (texte intégral).